# 徒歩暴走族
徒歩暴走族（とほぼうそうぞく）は、特攻服を着用し、バイクや車に乗らずに徒歩で迷惑行為を働きながら街を徘徊する集団である。

## 概要
北海道の繁華街で冬場に行ったのが始まりといわれる。北海道では冬場は路面の凍結や積雪の影響で車両を用いた暴走行為ができないため、徒歩で繁華街を徘徊し、冬季にも活動することによってグループの勢力を誇示することを目的に始まったとされる説が有力である。他方、豪雪地帯以外で見られる場合は、車を購入できる資金はないが、特攻服なら購入できる、という者が始めたとされる。特に走り回るわけではなく、たむろや練り歩きを行うが、暴走族の亜種と捉えられているためにこの名前がついている。
祭などで大規模な交通規制が敷かれる際に、バイクなどの車両に乗らず騒いだり暴徒化する例もあり、この場合も「徒歩暴走族」といわれる。これは、ねぷた祭などの大規模祭に暴走族が介入し示威活動をくりかえすことから市の条例などが強化され、車両による中心部への終日・深夜乗り入れができなくなった結果として、徒歩による示威行為に至ったケースである。
北海道札幌市の繁華街である大通やすすきのの狸小路などに出没する者達や、青森県青森市の青森ねぶたや五所川原市の五所川原立佞武多のカラス族、西日本では兵庫県姫路市の姫路ゆかたまつりや相生市の相生ペーロン祭、広島県広島市のとうかさん、東京都目黒区の自由が丘女神まつりなどが有名である。札幌では寒さが厳しい屋外の他に、地下街にも出没する。特攻服などの衣装を身につけ、構成員が自分の名前やグループ名を連呼したり、道路の真ん中を陣取って歩いたり円陣を組んだりする。
前述の通り、冬季以外は通常の暴走族として活動していて冬季限定で徒歩暴走族になっていたが、次第に徒歩暴走のみを行うグループも現れ始めた。道警の調査では、札幌市内には数団体が確認されている。バイクや車に乗るわけではないため、免許を取得できない16歳未満の少年少女が参加しているグループも確認されている。
道路に座り込んだり、大声を出したりするので、通常の暴走族同様に市民に迷惑となる。前述の姫路ゆかたまつりでは1996年頃から現れ始め、2000年には、口で「バーリバリ」と擬音を叫ぶ徒歩暴走族も現れ、一般市民への暴力行為に及ぶなどでまつりのイメージ悪化にも繋がった。対策として、姫路市では条例（姫路市民等の安全と安心を推進する条例）でこれら行為（具体的には「特攻服を着た2人以上の迷惑行為」）を禁止することを定めて取り締まりを強化し、近年は沈静化している。
2020年5月14日放送の日本テレビ系の番組『THE突破ファイル』が、「ブーンブンブンバリバリー」と言いながら町中を闊歩する徒歩暴走族を取り上げたところ、Twitter上では、「めっちゃダサくない？」「本当に居るの？だっせ〜！」「ダサ過ぎて泣ける」と驚きの声が続出し、「徒歩暴走族」がトレンド入りし、近年は下火とされる徒歩暴走族に再び注目が集まった。番組内では、警察官が徒歩暴走族団員一人一人を家庭訪問して説得することで彼らに暴走行為をやめさせたことが紹介された。